# グラウラー (ビール瓶)

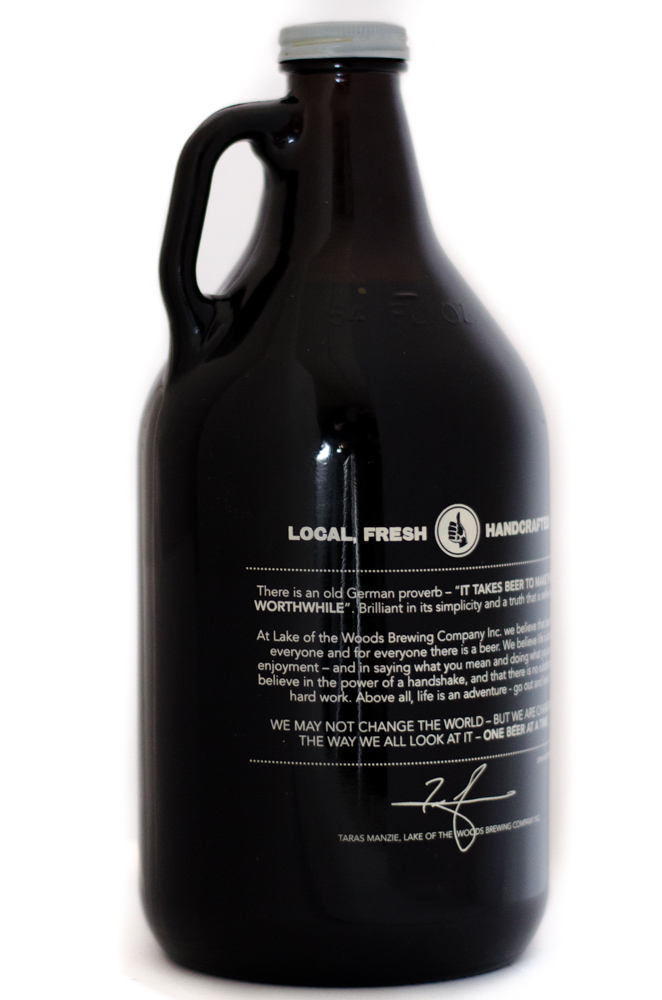
容量64 U.S.flozのグラウラー

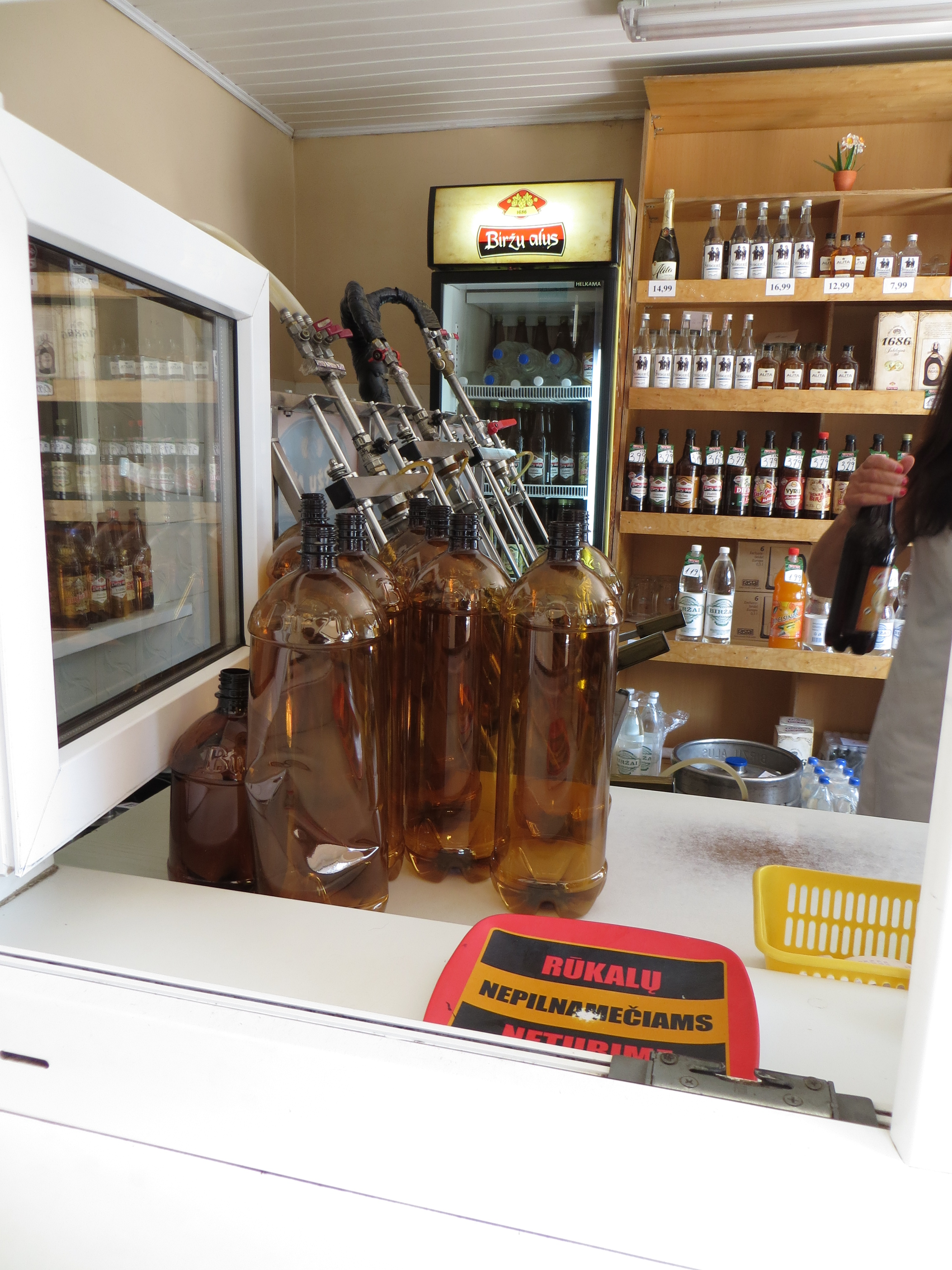
リトアニアのビルジャイにあるビアショップに陳列されているプラスチック製グラウラー

グラウラーまたはグロウラー（英語：growler）は、生ビール運搬用のガラス製、セラミック製、またはステンレス製のボトル（またはジョッキ）。一般的に、テイクアウト用クラフトビールの販売手段として、ブルワリーやブルーパブで販売される。ビールが小売販売用にグラウラーに充填されることはほとんどない。クラフトブルワリーが大きく発展し、また、ホームブルーイングの人気が高まったことから、コレクション用グラウラーの販売市場も出現している。アメリカの一部の食料品店、コンビニエンスストア、バー、レストランには、グラウラーにビールを注ぐコーナーがある。
「クラウラー」（英語：crowler、"canned growler"（缶充填グラウラー）のかばん語）は、充填と機械による密閉が可能なビール缶。選択したビールはクラウラー充填ステーションで缶に注入され、プルタブが閉じられる。グラウラーボトルと異なって再利用はできないが、持ち運びしやすい。主な制約は、約1クオート（32オンス [946-ml] または40米液量オンス [1136-ml]）と約1リットル（33.8オンスまたは35.2米液量オンス）サイズしかないことである。

## 概要

### 構造
グラウラーは通常、ガラス製であり、スクリューキャップまたはパッキン付きの磁器製キャップを備えているため、鮮度を一週間以上にわたって保てる。適切に密閉されたグラウラーでは、他の衛生処理されたボトルと同様に、炭酸化が永久に維持され、ビールが保存される。一部のグラウラーはキャップに弁が備えられており、貯蔵時に失われる二酸化炭素の交換を可能にしている。最近のガラス製グラウラーは、ワイオミング州ウィルソンにあるオットー・ブラザーズ・ブルーイング・カンパニー（現社名はグランドティトン・ブルーイング）のチャーリー・オットーとアーニー・オットーが1989年に初めて導入した。
グラウラーで最も人気のある色は、琥珀（茶系の色）と透明（「フリント」と呼ばれることが多い）の2色である。透明なグラウラーは、琥珀色のグラウラーよりも25%から35%程度安い場合が多い。グラウラーにおいて最も一般的な持ち手はガラス製の持ち手だが、より装飾性の高い金属製の持ち手も見られる。グラウラーの中には、持ち手のないものもある。これは特に、グロールシュ方式のスイングトップを備えた64米液量オンス未満の容量のグラウラーで一般的である。

### 利用
アメリカでは、グラウラーは5ドルから30ドル程度で充填できる。初回購入時、多額のデポジットが科される場合がある（強制ではない場合もある）。

## 大きさ
グラウラーは64 U.S. fl oz (1,892.7 ml; 66.6 imp fl oz)の大きさのものが最も人気だが、32米液量オンス（1米クオート。「ハウラー」（恐らく「ハーフ・グラウラー」の略）と呼ばれることもある）、128米液量オンス（1米ガロン）、1-liter (33.8 U.S. fl oz; 35.2 imp fl oz)、2リットルのものもよく見られる。

## 語源
グラウラーという用語は、恐らく19世紀後半に遡る。当時、ビールは地元のパブから自宅まで亜鉛めっきバケツで運搬された。ビールがパシャパシャ跳ねる時に蓋から炭酸ガスが抜けてゴロゴロ（growl）という音がしたのだという。

## 発展資料
- “Everybody Wins When You Buy a Growler”. KCET (2013年1月17日). 2016年3月2日閲覧。
- Soroka, W, "Fundamentals of Packaging Technology", IoPP, 2002, ISBN 1-930268-25-4